# بروتين نحاسي
البروتين النحاسي  هي صنف من البروتينات الفلزية الحاوية على ذرة نحاس أو أكثر في بنيتها، وهي توجد في العديد من الكائنات الحية. تترافق هذه البروتينات عادة مع عمليات انتقال الإلكترون، سواء ً بوجود أو عدم وجود الأكسجين. تستخدم بعض الكائنات الحية البروتينات النحاسية وسيلةً لنقل الاكسجين بدلاً من البروتينات الحاوية على الحديد.
من الأمثلة على البروتينات النحاسية كل من إنزيم لاكاز؛ وكذلك إنزيم سيتوكروم سي أكسيداز، والذي يقوم بتحفيز تفاعل إنتاج الطاقة على هيئة أدينوسين ثلاثي الفوسفات (ATP).